# Hieracium onosmoides
Hieracium onosmoides là một loài thực vật có hoa trong họ Cúc. Loài này được Fr. mô tả khoa học đầu tiên năm 1848.